# Щербаков, Александр Евгеньевич
Александр Евгеньевич Щербаков (7 ноября 1928, с. Кувака, Средне-Волжская область — 13 апреля 2016, Пенза) — советский партийный и государственный деятель, председатель Пензенского горисполкома в 1965—1984 годах.
Окончил Пензенский индустриальный институт (1951).
Работал на Пензенском 2-м арматурном заводе инженером-конструктором, старшим инженером-конструктором, начальником энергомеханического отдела. Затем главным инженером (1955—1963), директором (1963—1965) пензенского завода «Тяжпромарматура».
В 1965—1984 председатель Пензенского горисполкома.
В 1984—1994 первый заместитель председателя Пензенского облисполкома, председатель областной плановой комиссии.
С 1994 года — первый заместитель генерального директора ОАО «Фармация».
Избирался депутатом областного и городского Советов, ВС РСФСР 7-го, 8-го, 9-го созывов.
Почётный гражданин Пензы (1995) и Пензенской области (2003).
Скончался в Пензе 13 апреля 2016 года на 88-м году жизни.
Похоронен на Аллее славы Новозападного кладбища Пензы.

## Награды
- два ордена Трудового Красного Знамени.
- орден Дружбы народов.
- орден «Знак Почёта».
- Памятный знак «За заслуги в развитии города Пензы» (2007)[3].